# Viktor Vasziljevics Tyihonov (jégkorongozó, 1930–2014)
Viktor Vasziljevics Tyihonov (oroszul: Виктор Васильевич Тихонов; Moszkva, 1930. június 4. – Moszkva, 2014. november 24.) orosz jégkorong játékos, jégkorongedző. Irányításával a szovjet férfi jégkorong-válogatott háromszor nyert olimpiát, nyolcszor világbajnokságot.
Tyihonov sportolóként jéglabdázott, futballozott és jégkorongozott. Jégkorongozóként a szovjet első osztályban a VVS VMO Moszkva és a Gyinamo Moszkva hátvédje volt, 1951 és 1954 között négyszer nyert bajnokságot.
Edzőként első komolyabb feladata a segédedzői feladatok ellátása volt a Gyinamo Moszkvánál. A szovjet válogatott segédedzőjeként részt vett az 1968-as téli olimpiai játékokon. 1968 és 1977 között a Gyinamo Riga vezetőedzője volt. Ebben az időszakban csapatát a harmadosztályból az első osztályba juttatta.
1976-ban a Kanada kupán – Borisz Kulagint helyettesítve – a szovjet válogatott szövetségi kapitánya volt, csapata harmadik helyezést ért el. 1977-ben kinevezték a CSZKA Moszkva vezetőedzőjének és a válogatott szövetségi kapitányának. Ezt a két posztot 17 szezonon át együtt töltötte be. A válogatottal 1991-ig minden olimpián és világbajnokságon dobogós helyezést ért el. A Szovjetunió szétesése után a Független Államok Közössége és az orosz válogatott kapitánya volt 1994-ig.
Klubedzőként a CSZKA Moszkvával sorozatban 12 bajnokságot (1978–1989) és 13 BEK-győzelmet szerzett (1978–1990). 2004-ben még egy szezonon át orosz szövetségi kapitány volt.
1998-ban beválasztották az IIHF Hall of Fame-jébe. Több magas rangú szovjet kitüntetés birtokosa.
Unokája Viktor Tyihonov világbajnok jégkorongozó.